# Sky Horizon
Sky Horizon (иер. трад. 海天峰座, йель: hoi2tin1 fung1jo6, кант.-рус.: Хойтхинь фунчо, Скай Хорайзон) — гонконгский высотный жилой комплекс, расположенный в Восточном округе, в районе Бремар-Хилл. Состоит из двух башен — 46-этажной Sky Horizon 1 (153 м) и 44-этажной Sky Horizon 2 (147 м). Построен в 2002 году в стиле модернизма. В двух башнях насчитывается 108 квартир, в семиэтажном подиуме комплекса располагаются большая автомобильная парковка и клуб-хаус с открытым плавательным бассейном, детским бассейном, джакузи, сауной, площадкой для принятия солнечных ванн и детской игровой зоной. Девелопером комплекса Sky Horizon является компания Sino Group.  